# The Family Man
The Family Man er en amerikansk dramakomediefilm fra 2000 instrueret af Brett Ratner. Filmen har Nicolas Cage, Téa Leoni og Don Cheadle i hovedrollerne og er en moderne genfortælling af Frank Capra's Det er herligt at leve.

## Medvirkende
- Nicolas Cage
- Téa Leoni
- Don Cheadle
- Jake og Ryan Milkovich
- Makenzie Vega
- Jeremy Piven
- Saul Rubinek
- Josef Sommer
- Harve Presnell
- Mary Beth Hurt
- Amber Valletta
- Ken Leung
- Kate Walsh
- Gianni Russo
- Tom McGowan
- Joel McKinnon Miller
- Robert Downey Sr.
- Paul Sorvino

## Ekstern henvisning
- The Family Man på Internet Movie Database (engelsk)
- The Family Man på Filmdatabasen
- The Family Man på Scope
- The Family Man i Svensk Filmdatabas (svensk)
- The Family Man på AlloCiné (fransk)
- The Family Man på MovieMeter (nederlandsk)
- The Family Man på AllMovie (engelsk)
- The Family Man hos American Film Institute (engelsk)
- The Family Man på Turner Classic Movies (engelsk)
- The Family Man på The Movie Database (engelsk)